# 김관철 (조직폭력배)
김관철(金觀喆, 1920년 ~ 1980년대)은 김두한의 부하로 있었던 대한민국의 조직폭력배이다.

## 김관철이 등장한 작품
- 《야인시대》(2002) (배우: 이정용)